# Кими-Аливерион
Ки́ми-Аливе́рион (греч. Δήμος Κύμης - Αλιβερίου) — община (дим) в Греции. Расположена на острове Эвбее в Эгейском море. Входит в периферийную единицу Эвбея в периферии Центральная Греция. Население 28 437 жителей по переписи 2011 года. Площадь 804,983 квадратного километра. Плотность 35,33 человека на квадратный километр. Административный центр — Аливерион, исторический центр — Кими. Димархом на местных выборах 2014 года избран Атанасиос Бурандас (Αθανάσιος Μπουραντάς).
Создана в 2011 году по программе «Калликратис» при слиянии упразднённых общин Авлон, Дистос, Кими, Конистре и Тамине.

## Административное деление

Административное деление общины:
1 — Кими
2 — по часовой стрелке сверху: Конистре, Авлон, Дистос, Тамине

Община (дим) Кими-Аливерион делится на пять общинных единиц.